# スターダスト・ドラゴン
スターダスト・ドラゴンは「遊☆戯☆王オフィシャルカードゲーム」（以下、本ページではOCGと称する）に登場する架空のモンスターの一種であり、またそのカード名を指す。テレビアニメ『遊☆戯☆王5D's』の主人公・不動遊星のエースモンスターである。
本ページでは、強化形態にあたるモンスターやその他関連するカードについても記述する。

## データ
- 英語名：Stardust Dragon
- 分類：シンクロ・効果モンスター
- レベル：8
- 属性：風
- 種族：ドラゴン族
- 攻撃力：2500
- 守備力：2000
- シンクロ素材：チューナー＋チューナー以外のモンスター1体以上
- 効果（アニメ・OCG）：「フィールド上のカードを破壊する効果」を持つ魔法・罠・効果モンスターの効果が発動した時、このカードをリリースして発動できる。その発動を無効にし破壊する。この効果を適用したターンのエンドフェイズ時、この効果を発動するためにリリースしたこのカードを墓地から特殊召喚できる。

## モンスター概要
アニメ『5D's』の主人公・不動遊星のエースモンスターであり、外観は胸と肩に水晶体が付いた白と水色を基調とした竜である。通称「星屑（龍）」。劇中における「シグナーの龍」の1体でもある。
シンクロ召喚の際の台詞は、遊星とアキの場合は「集いし願いが、新たに輝く星となる。光さす道となれ！ シンクロ召喚！ 飛翔せよ、スターダスト・ドラゴン！」。数回「集いし星が〜」と言い間違えたこともある。
ジャックの場合は「大いなる風に導かれた翼を見よ！ シンクロ召喚！ 響け、スターダスト・ドラゴン！」。
攻撃名は「シューティング・ソニック」、破壊を無効化する効果名は「ヴィクテム・サンクチュアリ」。『劇場版 遊☆戯☆王 〜超融合!時空を越えた絆〜』で「ブラック・スパイラル・フォース」と「ネオス・スパイラル・フォース」の効果を受けた時の攻撃名は「シューティング・スパイラル・ソニック」。
元々はレッド・デーモンズ・ドラゴン、ブラック・ローズ・ドラゴン、エンシェント・フェアリー・ドラゴンと共に旧モーメントの制御装置の封印に使用されていたカードの1枚。ゴドウィンが世に放した後にシグナーである遊星の手に渡ったが、本編開始の2年前、ジャック・アトラスがサテライトを去る際に彼のD・ホイールと共に奪われてしまった。
武藤遊戯の「ブラック・マジシャン」、遊城十代の「E・HERO ネオス」に続く遊戯王歴代主人公のエースモンスターであり、属性や種族などは異なるものの、「攻撃力が2500」「数多くの強化形態や多彩なサポートカードが存在する」の2つは健在である。これらの伝統は続編『ZEXAL』・『ARC-V』の主人公・九十九遊馬や榊遊矢のエースである「No.39 希望皇ホープ」・「オッドアイズ・ペンデュラム・ドラゴン」へと受け継がれていく。
スターダスト（Stardust）とは、英語で「星屑」という意味。
アニメでは、ガメラの鳴き声の一部がスターダスト・ドラゴンの鳴き声に使われている。

## 使用者
不動遊星
遊星のエースモンスター。ジャックから返却されて以降、数多くのデュエルで彼を勝利に導いたり、ピンチを救ったりするなどの多大な戦果を上げている。
なお遊星は、ほかのモンスターをシンクロ召喚でき、なおかつその方が有効な状況にあっても、エースカードである「スターダスト・ドラゴン」をシンクロ召喚することが多い。
ジャック・アトラス
サテライトからシティへとやってくる際、遊星のD・ホイールとともにスターダストも奪った。ジャックを追ってシティへとやってきた遊星とのデュエルでシンクロ召喚したが、スターダストの効果を熟知していた遊星の戦略によりコントロールを奪われる。その後、デュエル・オブ・フォーチュンカップの直前にジャックの手で遊星へと返却されている。
十六夜アキ
WRGPのチーム・ユニコーン戦で遊星が敵の意表をつくため、彼から託され使用。他にも「遊星vsシェリー」戦で遊星のD・ホイールに同乗していたアキが自分たちの身を守るため、サイコパワーで実際に召喚したこともある。
パラドックス
劇場版にて使用。冒頭の「遊星vsパラドックス」戦でシンクロ召喚されたスターダストを不思議な力で奪い、過去の世界で実体化させ破壊活動に用いた。また、遊戯・十代・遊星とのデュエルでは「Sin パラドクス・ドラゴン」の効果で特殊召喚したものの、遊戯によって奪い返された。パラドックスの使用するスターダスト・ドラゴンは色とイラストがすべて反転しているカードとなっている

## 関連カード

### アニメ登場カード
セイヴァー・スター・ドラゴン
- 英語名：Majestic Star Dragon
- 分類：シンクロ・効果モンスター
- レベル：10
- 属性：風
- 種族：ドラゴン族
- 攻撃力：3800
- 守備力：3000
- シンクロ素材：「救世竜 セイヴァードラゴン」＋「スターダスト・ドラゴン」＋チューナー以外のモンスター1体

相手が魔法・罠・効果モンスターの効果を発動した時このカードをリリースすることでその発動を無効にし相手フィールド上のカードを全て破壊する効果と、1ターンに1度相手フィールド上に表側表示で存在するモンスター1体を選択しその効果をエンドフェイズ時まで無効にできる効果と、この効果で無効にしたモンスターに記された効果をこのターンこのカードの効果として1度だけ発動できる効果と、エンドフェイズ時このカードをエクストラデッキに戻し、自分の墓地の「スターダスト・ドラゴン」1体を選択して特殊召喚する効果と、4つの効果を持つ。
「遊星vs鬼柳」（2戦目）で初登場。遊星が手に入れた対ダークシグナー編の切り札。
スタンディングデュエルでは1度も使用されていない。
英語名で使われている「Majestic」は、「威厳のある、壮大な、荘重な」という意味の形容詞である。
シンクロ召喚の際の台詞は、「集いし星の輝きが、新たな奇跡を照らし出す。光さす道となれ！ シンクロ召喚！ 光来せよ、セイヴァー・スター・ドラゴン！」。
攻撃名は「シューティング・ブラスター・ソニック」、相手フィールド上のカードを全て破壊する効果名は「スターダスト・フォース」、相手モンスターの効果を得る効果名は「サブリメーション・ドレイン」。
シューティング・スター・ドラゴン
- 英語名：Shooting Star Dragon
- 分類：シンクロ・効果モンスター
- レベル：10
- 属性：風
- 種族：ドラゴン族
- 攻撃力：3300
- 守備力：2500
- シンクロ素材：シンクロモンスターのチューナー（以後、シンクロチューナーと称する）＋「スターダスト・ドラゴン」

揺るぎなき境地「クリアマインド」を習得した遊星が手に入れたシンクロモンスター。「遊星vsプラシド」戦にて初登場。「セイヴァー・スター・ドラゴン」同様スタンディングデュエルでは1度も使用されていない。
シンクロモンスターのチューナー「フォーミュラ・シンクロン」の効果により相手ターンにシンクロ召喚が可能。1ターンに1度自分のデッキの上からカードを5枚確認し、その中のチューナーの数だけこのカードは相手モンスターに攻撃することができる効果と、自分フィールド上に存在するこのカード以外のカードを対象に「フィールド上のカードを破壊する効果」を持つ魔法・ 罠・効果モンスターの効果が発動した時その発動を無効にし破壊する効果と、相手ターンに1度、このカードをゲームから除外することで、相手モンスター1体の攻撃を無効にすることができ、この効果を発動するために除外したこのカードは、この効果を適用したターンのエンドフェイズ時に自分フィールド上に戻る効果と、3つの効果を持つ。
シンクロ召喚の際の台詞は、「集いし夢の結晶が、新たな進化の扉を開く。光さす道となれ！ アクセル・シンクロ!! 生来せよ、シューティング・スター・ドラゴン!!」。
攻撃名は「スターダスト・ミラージュ」。
OCGでは3つの効果はそれぞれ1ターンに1度ずつ使用できると制約が設けられる。
Z-ONEも自らを遊星に作り替えたことによってこのカードとクリアマインドを手にし、攻撃することなく機皇帝を止めて人々に正しい心を伝える役割も果たしていた。しかし、モーメントの暴走で一度は救えた人々を全て失ったことに絶望し、握りつぶされた。シューティング・スター・ドラゴンが機皇帝に対抗する力を有しながらも3体の機皇帝を凌ぐ機皇神マシニクルに対抗できない力関係はこれらの一連の出来事が起因している。
シューティング・スター（Shooting Star）とは英語で「流れ星」という意味。
スターダスト・ドラゴン / バスター
- 英語名：Stardust Dragon/Assault Mode
- 分類：効果モンスター
- レベル：10
- 属性：風
- 種族：ドラゴン族
- 攻撃力：3000
- 守備力：2500

「ジャンプスーパーアニメツアー2008」で上演され、その後「デュエリストボックス」に同梱されたDVD「遊☆戯☆王5D's 進化する決闘! スターダストVSレッド・デーモンズ」で登場。
このカードは通常召喚できない。「バスター・モード」の効果およびこのカードの効果でのみ特殊召喚することができる効果と、魔法・罠・効果モンスターの効果が発動した時、このカードをリリースすることでその発動を無効にし破壊し、この効果を適用したターンのエンドフェイズ時この効果を発動するためにリリースされ墓地に存在するこのカードを自分フィールド上に特殊召喚することができる効果と、フィールド上に存在するこのカードが破壊された時、自分の墓地に存在する「スターダスト・ドラゴン」1体を特殊召喚することができる効果と、3つの効果を持つ。
攻撃名は「アサルト・ソニック・バーン」。
カード名にある「バスター（Buster）」とは英語で「破壊者」という意味だが、転じて「並はずれた・破壊的な力を持つ者」を意味する。英語名に用いられている「Assault Mode」は「強襲形態」という意味。
Sin スターダスト・ドラゴン
- 英語名：Malefic Stardust Dragon
- 分類：効果モンスター
- レベル：8
- 属性：闇
- 種族：ドラゴン族
- 攻撃力：2500
- 守備力：2000

『10thアニバーサリー 劇場版 遊☆戯☆王 〜超融合!時空を越えた絆〜』で登場した「Sin」モンスターの1体で、作中ではパラドックスが遊星から奪ったスターダストから生み出したカードとなっている。そのため厳密には強化形態ではなく、亜種と言える。外観はスターダストの頭部、翼、脚部、心臓部分に白と黒の装甲を施されており、イラストはスターダストを左右反対になっていて、背景は青と緑の明るい色から紫と赤の闇に堕ちたような色合いになっている。
このカードは通常召喚できない。自分のエクストラデッキから「スターダスト・ドラゴン」1体をゲームから除外した場合のみ特殊召喚できる効果と、「Sin」と名のついたモンスターはフィールド上に1体しか表側表示で存在できない効果と、このカードが表側表示で存在する限り自分の他のモンスターは攻撃宣言できない効果と、フィールド魔法カードが表側表示で存在しない場合このカードを破壊する効果と、このカードがフィールド上に表側表示で存在する限り表側表示で存在するフィールド魔法カードは効果では破壊されない効果と、5つの効果を持つ。
カード名の「シン（sin）」とは、英語で「（宗教や道徳上の）罪」という意味。なお、遊戯王アニメブックのインタビューによると、「新（シン）」と「罪（Sin）」のダブルミーニングであることが明らかになっている。
英語名でSinの代わりに使われている「Malefic」とは、「有害な」や「災いを呼ぶ」という意味の形容詞である。
攻撃名は不明だが、モーションはスターダストと同じだった。

### 派生モンスター
デブリ・ドラゴン
- 英語名：Debris Dragon
- 分類：チューナー・効果モンスター
- レベル：4
- 属性：風
- 種族：ドラゴン族
- 攻撃力：1000
- 守備力：2000

スターダストを小型化したようなモンスター。「遊星＆ジャック＆クロウvsレクス・ゴドウィン」戦で初登場。
このカードが召喚に成功した時、自分の墓地の攻撃力500以下のモンスター1体を選択して表側攻撃表示で特殊召喚できる効果と、この効果で特殊召喚したモンスターの効果は無効化される効果と、このカードをシンクロ素材とする場合、ドラゴン族モンスターのシンクロ召喚にしか使用できず、他のシンクロ素材モンスターはレベル4以外のモンスターでなければならない効果と、3つの効果を持つ。
「デブリ（Debris）」とは「破片、瓦礫」という意味。
シューティング・クェーサー・ドラゴン
- 英語名：Shooting Quasar Dragon
- 分類：シンクロ・効果モンスター
- レベル：12
- 属性：光
- 種族：ドラゴン族
- 攻撃力：4000
- 守備力：4000
- シンクロ素材：シンクロチューナー＋チューナー以外のシンクロモンスター2体以上

「遊星vsZ-ONE」戦にて、オーバー・トップ・クリアマインドの境地に至った遊星がシンクロ召喚したリミットオーバーアクセルシンクロによって登場したシンクロモンスター。Z-ONEのいた未来の歴史には存在しないシンクロモンスターである。その歴史上の遊星はデルタアクセルシンクロまでにしか到達できていなかったため、後述する「コズミック・ブレイザー・ドラゴン」というモンスターを使用していたことがZ-ONEのデータから確認できる。
このカードは素材としたシンクロモンスターの数だけ攻撃することができる効果と、このカードが攻撃する時、「無効にする」という効果を持つフィールド上に存在するカード1枚の効果の発動をバトルフェイズ終了時まで無効にすることができる効果と、効果によるダメージを無効にする効果と、相手モンスターのモンスター効果をこのカードは受けない効果と、このカードがフィールドを離れた時フィールド上のモンスターを全て破壊しエクストラデッキ「シューティング・スター・ドラゴン」1体を自分フィールド上にシンクロ召喚扱いで特殊召喚することができる効果と、5つの効果を持つ。
シンクロ召喚の際の台詞は、「集いし星が一つになるとき、新たな絆が未来を照らす！ 光さす道となれ！ リミットオーバー・アクセルシンクロ！ 進化の光、シューティング・クェーサー・ドラゴン！」。シンクロ召喚の際、遊星の身体が金色に光っていたため、チューナーを表す輪も緑ではなく金色となっていた。さらに時間の経過と共に、実際のクェーサーの特徴である赤方偏移のごとく、色が徐々に変化していった。
攻撃名は「天地創造撃 ザ・クリエーションバースト」。
カード名やカラーリング、デザインから一見するとスターダスト系列のモンスターのように見えるが、このカードとスターダストとの間には直接的な関係はなく、シンクロ素材にも指定されていないので派生モンスターに分類する。
「クェーサー（Quasar）」とは、「非常に離れた距離において極めて明るく輝いているために、光学望遠鏡では内部構造が見えず、恒星のような点光源に見える天体」のこと。
閃珖竜 スターダスト
- 英語名：Stardust Spark Dragon
- 分類：シンクロ・効果モンスター
- レベル：8
- 属性：光
- 種族：ドラゴン族
- 攻撃力：2500
- 守備力：2000
- シンクロ素材：チューナー＋チューナー以外のモンスター1体以上

漫画でスターダストの代わりに登場した遊星のエースモンスターで、劇中における「決闘竜」の1体。漫画では「遊星vs龍亞＆龍可」（2戦目）にて初登場。外観は基本的にスターダストとほぼ同じであるが、頭部や翅の付け根の形が違っており、胸の水晶体に何かの文様が刻まれている。また、微妙にカラーリングが異なっており、体にはスターダストにはないラインがある。モチーフとなったスターダストとは、属性が光属性に変更されている以外全てのステータスが同じ。
自分フィールド上に表側表示で存在するカード1枚を選択して発動でき、選択したカードは、このターンに1度だけ戦闘およびカードの効果では破壊されない効果を持つ。この効果は相手ターンでも発動できる。
シンクロ召喚の際の台詞は、「星海を切り裂く一筋の閃光よ!! 魂を震わし世界に轟け!! シンクロ召喚！ 閃珖竜 スターダスト!!」。
攻撃名は「流星閃撃」、効果名は「波動音壁」。
装備魔法「不死鳥の闘翼」装備時の攻撃名は「流星不死鳥突撃」、速攻魔法「シューティング・ミラージュ」発動時の効果名は「流星幻閃撃」。
OCGでは自分フィールド上に表側表示で存在するカードに限定され、回数が1度のみに固定されているため、弱体化している。
シューティング・スター・ドラゴン・TG-EX
- 英語名：Shooting Star Dragon T.G. EX
- 分類名：シンクロ・効果モンスター
- レベル：10
- 属性：風
- 種族：ドラゴン属
- 攻撃力：3300
- 守備力：2500
- シンクロ素材：シンクロモンスターのチューナー＋チューナー以外のシンクロモンスター一体以上

漫画版『OCGストラクチャーズ』にて「尚磨vs出須」戦にて出須が使用。アニメでの使用はない。シューティング・スター・ドラゴンをTGブレード・ガンナーの武装で拡張したモンスターということがイラストから読み取ることができる。EXのエクスパンションは「拡大」「膨張」「拡張」を意味し、英語圏で主にコンピューター科学や物理学などで使われる。自分フィールドのモンスターを対象とする効果が発動したとき墓地からチューナー一体を除外することでその効果を無効化し破壊する。相手の攻撃宣言時一度だけ無効化することができる。相手ターンにこのカードが墓地に存在するとき自分フィールドのシンクロモンスター二体をリリースすることで特殊召喚することができる。
召喚口上は宮本雄也がTwitterにて「集いし絆が、仲間の魂と重なり合う。照らし出せ！俺たちの未来のその先を！アクセルシンクロ！カモン！《シューティング・スター・ドラゴン・TG-EX》！」ジャンプフェスタの際にはカモン！の前に「これが俺たちの絆だ！」と加えられている。
漫画版では出須が「集いし絆はワタシ達のと未来を繋ぐ!! を超え更なる進化の扉を開くのデス!!アクセル・シンクローッ!!《シューティング・スター・ドラゴン・TG-EX》!!」。

### その他のモンスター
ジャンク・ウォリアー
- 英語名：Junk Warrior
- 分類：シンクロ・効果モンスター
- レベル：5
- 属性：闇
- 種族：戦士族
- 攻撃力：2300
- 守備力：1300
- シンクロ素材：「ジャンク・シンクロン」＋チューナー以外のモンスター1体以上

遊星が使用するエース兼切り込み役のシンクロモンスターであり、遊星がジャックからスターダストを返還されるまでは事実上の彼のデッキのエースモンスターであった。アニメでは「遊星vs牛尾」（1戦目）にて初登場。
このカードがシンクロ召喚に成功した時、このカードの攻撃力は自分フィールド上に存在するレベル2以下のモンスターの攻撃力を合計した数値分アップする効果を持つ。
シンクロ召喚の際の台詞は「集いし星が、新たな力を呼び起こす。光さす道となれ！ シンクロ召喚！ いでよ、ジャンク・ウォリアー！」。
攻撃名は「スクラップ・フィスト」、攻撃力を上げる効果名は「パワー・オブ・フェローズ」。「アームズ・エイド」装備時の攻撃名は「パワーギア・フィスト」。
OCGでは攻撃力の上昇がシンクロ召喚成功時の1回だけの誘発効果であり、その後でレベル2以下のモンスターを出したとしても、逆にフィールドから離れたとしても、攻撃力は変動しないようになっている。
波動竜騎士 ドラゴエクィテス
- 英語名：Dragon Knight Draco-Equiste
- 分類：融合・効果モンスター
- レベル：10
- 属性：風
- 種族：ドラゴン族
- 攻撃力：3200
- 守備力：2000
- 融合素材：ドラゴン族シンクロモンスター＋戦士族モンスター

「遊星vsジャン」戦において、遊星が「（機皇帝とアクセルシンクロに対する）今のオレが導き出した結論」として融合召喚した融合モンスターで、劇中遊星が使用した唯一の融合モンスターでもある。
このカードは融合召喚でのみエクストラデッキから特殊召喚できる。1ターンに1度、このカードの融合素材に使用した自分の墓地に存在するドラゴン族のシンクモンスター1体をゲームから除外し、エンドフェイズ時までそのモンスターと同名カードとして扱い同じ効果を得ることができる効果と、このカードがフィールド上に表側攻撃表示で存在する場合に自分が相手カード効果によってダメージを受けた時、自分へのダメージを0にし、代わりにその分のダメージを相手ライフに与える効果と、3つの効果を持つ。
融合召喚の際の台詞は、「スターダスト・ドラゴン!! ジャンク・ウォリアー!! お前たちの力をひとつに！ 融合召喚！ 現れろ！ 波動竜騎士 ドラゴエクィテス！」。
攻撃名は「スパイラル・ジャベリン」、ダメージをはね返す効果名は「ウェーブ・フォース」。
「エクィテス（Equites）」とはラテン語「Eques」の複数形であり、古代ローマにおける騎士階級あるいはローマ騎士を指す。よって「ドラゴエクィテス」を意訳すると「竜騎士」になる。遊戯王でよく見られる、「意味の同じ単語を言語を変えて重複させる」命名パターンである。
英語名は「Equiste」と微妙につづりが異なっている。また、「Draco」はラテン語で「ドラゴン」という意味。
コズミック・ブレイザー・ドラゴン
- 英語名：Cosmic Blazar Dragon
- 分類：シンクロモンスター
- レベル：12
- 属性：風
- 種族：ドラゴン
- 攻撃力：4000
- 守備力：4000
- シンクロ素材：Sモンスターのチューナー+チューナー以外のSモンスター2体以上
- 効果（OCG）：このカードはS召喚でしか特殊召喚できない。(1)：フィールドのこのカードをエンドフェイズまで除外して以下の効果から1つを選択して発動できる。●相手が魔法・罠・モンスターの効果を発動した時に発動できる。その発動を無効にし破壊する。●相手がモンスターを召喚・反転召喚・特殊召喚する際に発動できる。それを無効にし、そのモンスターを破壊する。●相手モンスターの攻撃宣言時に発動できる。その攻撃を無効にし、その後バトルフェイズを終了する。

アニメ第149話にて、Z-ONEの見ていた遊星のデータの中に名前のみ登場したデルタアクセルシンクロモンスター。
名前のみの登場であるため、デルタアクセルシンクロモンスターであること以外は不明。彼は遊星をコピーし、デッキもコピーしたのでこのカードも入手しているはずである。しかし、機皇帝の軍団を止める際に使用していたカードは「シューティング・スター・ドラゴン」だった。
最終回でも登場せずに番組は終了したので、このカードの正体は長らく不明のままであった。
しかし、2017年2月12日発売された「20th ANNIVERSARY PACK 2nd WAVE」に収録、6年の時を経てのOCG化となった。アニメ内で名前だけ登場したモンスターの例としては、『GX』で「暗黒界の混沌王 カラレス」が登場しており、続編『ZEXAL』でも「No.5 亡朧竜デス・キマイラ・ドラゴン」や「ZW－弩級兵装竜王戟」が登場するが、実際にOCG化されたのはこのカードが初である。
なお、5期エンディングの最後のシーンで登場していたドラゴンは、監督によると翼の増えたシューティング・スターでこのカードではないとのこと。
スターダスト・ウォリアー
- 英語名：stardust Warrior
- 分類：シンクロ・効果モンスター
- レベル：10
- 属性：風
- 種族：戦士族
- 攻撃力：3000
- 守備力：2500
- シンクロ素材：シンクロモンスターのチューナー＋チューナー以外のシンクロモンスター1体以上
- 効果（OCG）（1）相手がモンスターを特殊召喚する際に、このカードをリリースして発動できる。それを無効にし、そのモンスターを破壊する。（2）このカードの(1)の効果を適用したターンのエンドフェイズに発動できる。その効果を発動するためにリリースしたこのカードを墓地から特殊召喚する。（3）戦闘または相手の効果で表側表示のこのカードがフィールドから離れた場合に発動できる。エクストラデッキからレベル8以下の「ウォリアー」Sモンスター1体をS召喚扱いで特殊召喚するの3つの効果を持つ。

頭部や膝、翼などに「スターダスト・ドラゴン」に似た意匠を持ち、戦士族ながら「ウォリアー」の名を持つ各モンスター同様に各部の機械の意匠を持つなど、遊星が使用していたモンスターの意匠を多く持つ。
シンクロ召喚の際の台詞は「集いし力が拳に宿り、鋼を砕く意思と化す！光さす道となれ！アクセルシンクロ！現れろ、スターダスト・ウォリアー！」。これはCMにて実際述べられていた台詞でもある。
シューティング・セイヴァー・スター・ドラゴン
- 英語名：Shooting Majestic Star Dragon
- 分類：シンクロ・効果モンスター
- レベル：11
- 属性：風
- 種族：ドラゴン族
- 攻撃力：4000
- 守備力：3300
- シンクロ素材：「救世竜 セイヴァードラゴン」＋ドラゴン族Sモンスターを含むチューナー以外のモンスター1体以上
- 効果（OCG） このカードはS召喚でのみEXデッキから特殊召喚できる。(1)1ターンに1度、発動できる。相手フィールドの効果モンスター1体を選び、その効果を無効にする。(2)このカードは通常の攻撃に加えて、自分の墓地の「スターダスト・ドラゴン」およびそのカード名が記されたSモンスターの数まで攻撃できる。(3)ターンに1度、相手が効果を発動した時に発動できる。このカードをエンドフェイズまで除外し、その発動を無効にし除外する。

「シューティング・スター・ドラゴン」と、「セイヴァー・スター・ドラゴン」を合わせたような意匠を持つ。また、イラストの周囲には6つの星が漂っている。
シンクロ召喚の際の台詞は、「集いし想いが、輝く奇跡を呼び起こす。光さす道となれ！ シンクロ召喚！ 光来せよ、シューティング・セイヴァー・スター・ドラゴン！」。これはCMにて実際述べられていた台詞でもある。
コズミック・クェーサー・ドラゴン
- 分類：シンクロ・効果モンスター
- レベル：12
- 属性：光
- 種族：ドラゴン族
- 攻撃力：4000
- 守備力：4000
- シンクロ素材：Sモンスターのチューナー＋チューナー以外のSモンスター2体以上
- 効果（OCG）このカードは上記のカードをS素材にしたS召喚でのみEXデッキから特殊召喚できる。(1)：1ターンに1度、このカードのS素材としたモンスターの数＋1枚までフィールドの表側表示カードを対象として発動できる（この効果の発動と効果は無効化されない）。そのカードの効果を無効にする。(2)：自分・相手ターンに、S召喚したこのカードを除外して発動できる。チューナー以外のSモンスターを2体以上素材とするドラゴン族Sモンスター1体をS召喚扱いでEXデッキから特殊召喚する。

「コズミック・ブレイザー・ドラゴン」と「シューティング・クェーサー・ドラゴン」という、アニメ本編の歴史上の遊星と、Z-ONEのいた歴史における遊星の切り札双方の要素を取り入れたリミットオーバーアクセルシンクロモンスター。
シンクロ召喚の際の台詞は、「集いし絆の煌きが、新たな未来を描き出す。光さす道となれ！リミットオーバー・アクセルシンクロ！希望の光、コズミック・クェーサー・ドラゴン！」。これはCMにて実際述べられていた台詞でもある。

### サポートカード

#### モンスターカード
スターダスト・シャオロン
- 英語名：Stardust Xiaolong

- 分類：効果モンスター
- レベル：1
- 属性：光
- 種族：ドラゴン族
- 攻撃力：100
- 守備力：100

自分が「スターダスト・ドラゴン」のシンクロ召喚に成功した時、墓地のこのカードを表側攻撃表示で特殊召喚できる効果を持つ。
OCGでは自分フィールド上に「スターダスト・ドラゴン」が存在している場合、墓地から特殊召喚できる効果を持つ。また1ターンに1度だけ、戦闘では破壊されない効果が追加された。また、特殊召喚時のタイミングが自分がスターダストのシンクロ召喚に成功した場合のみで、表示形式も表側攻撃表示に限定されている。
「シャオロン」とは「小龍」の中国語読み。姿もスターダストやデブリ・ドラゴンなどの西洋風のトカゲのような竜より、中国風のヘビのような龍に近い。
スターダスト・ファントム
- 英語名：Stardust Phantom

- 分類：効果モンスター
- レベル：1
- 属性：光
- 種族：魔法使い族
- 攻撃力：0
- 守備力：0

自分フィールド上に存在するこのカードが相手によって破壊され墓地へ送られた時、自分の墓地に存在する「スターダスト・ドラゴン」1体を選択して表側守備表示で特殊召喚することができる効果と、墓地に存在するこのカードをゲームから除外し、自分フィールド上に表側表示で存在するドラゴン族のシンクロモンスター1体を選択して発動することができ、選択したモンスターは1ターンに1度だけ戦闘では破壊されず、この効果を適用したダメージステップ終了時に攻撃力・守備力は800ポイントダウンする効果と、2つの効果を持つ。
OCGではスターダストに限らず「ドラゴン族シンクロモンスター」と範囲が一回り大きくなっているが、戦闘破壊耐性が1ターンに1度のみに固定され、攻撃力もダウンするようになった。また、耐性を与える効果が相手ターンでは発動できなくなった。
ファントム（phantom）とは、英語で「亡霊」という意味。
フォーミュラ・シンクロン
- 英語名：Formula Syinchron

- 分類：シンクロモンスター・チューナー
- レベル：2
- 属性：光
- 種族：機械族
- 攻撃力：200
- 守備力：1500

「チューナー」＋「チューナー以外のモンスター」
このモンスターがシンクロ召喚に成功したときカードを一枚引くことができる。
相手メインフェイズ時にこのカードを含むフィールド上のカードのみをシンクロ素材としてシンクロ召喚することができる
星屑の残光
- 英語名：Stardust Flash
- 分類：罠カード
- 効果（アニメ）：自分フィールド上の「スターダスト・ドラゴン」の効果を適用したターンに発動できる。自分の墓地の「スターダスト・ドラゴン」1体を自分フィールド上に特殊召喚する。
- 効果（OCG）：自分の墓地の「スターダスト」モンスター1体を対象として発動できる。そのモンスターを特殊召喚する。

「スターダスト・ドラゴン」の効果を適用したターンに発動でき、自分の墓地のスターダストを蘇生させる効果を持つ。
OCGでは、自分の墓地の「スターダスト」モンスター1体を蘇生させる効果に変更された。
シューティング・スター
- 英語名：Shooting Star
- 分類：通常罠
- 効果（OCG）：(1)：フィールドに「スターダスト」モンスターが存在する場合、フィールドのカード1枚を対象として発動できる。そのカードを破壊する。

自分フィールド上に「スターダスト・ドラゴン」が存在する場合に発動でき、フィールド上のカード1枚を選択して破壊する効果を持つ。
OCGでは発動条件が「スターダスト」モンスターに変更されているが、相手フィールドに存在していても発動できる。
スターライト・ロード
- 英語名：Starlight Road

- 分類：通常罠
- 効果（OCG）：自分フィールド上のカードを2枚以上破壊する効果が発動した時に発動できる。その効果を無効にし破壊する。その後、「スターダスト・ドラゴン」1体をエクストラデッキから特殊召喚できる。

相手が自分フィールド上に存在するカードを2枚以上破壊する効果を発動した時に発動することができる。その効果を無効にし破壊した後、エクストラデッキから「スターダスト・ドラゴン」1体をシンクロ召喚扱いとして特殊召喚することができる。
OCGでは自分の効果も無効にできるが、スターダストの特殊召喚がシンクロ召喚扱いではなくなっており、蘇生制限を満たしていないので、この効果で呼び出したスターダストは効果を使用するとフィールドに戻れなくなってしまう。
集いし願い
- 英語名：Converging Wishes
- 分類：永続罠(アニメ・TAG FORCE6)、通常罠(OCG)
- 効果（アニメ）：自分フィールド上に存在する「シューティング・スター・ドラゴン」1体が戦闘で破壊された時戦闘ダメージを無効にして発動することができる。墓地に存在する素材を除外することで「スターダスト・ドラゴン」1体をエクストラデッキから特殊召喚する（この特殊召喚はシンクロ召喚扱いとする）。この効果で特殊召喚した「スターダスト・ドラゴン」の攻撃力は墓地に存在するドラゴン族シンクロモンスター全ての攻撃力の合計分アップする。墓地に存在するシンクロモンスター1体をエクストラデッキに戻すことで相手のモンスターを指定し攻撃を強要することができる。エンドフェイズ時にこの効果で特殊召喚した「スターダスト・ドラゴン」とこのカードはゲームから除外される。
- 効果（OCG）
- （1）自分の墓地にドラゴン族Sモンスターが5種類以上存在する場合に発動できる。エクストラデッキから「スターダスト・ドラゴン」を1体S召喚扱いで特殊召喚し、このカードを装備する。
- （2）装備モンスターの攻撃力は、自分の墓地のドラゴン族Sモンスターの攻撃力の合計分アップする。
- （3）装備モンスターが戦闘で相手モンスターを破壊する度に、自分の墓地のドラゴン族Sモンスター1体を除外して発動できる。装備モンスターは相手モンスターに続けて攻撃できる。

「遊星vsZ-ONE」戦で登場した永続罠カード。『TAG FORCE6』ではゲームオリジナルカードとして登場。しかし、アニメとは少し効果が変わっている。「20th ANNIVERSARY PACK 2nd WAVE」にて登場から6年の時を経てOCG化された。
スターダスト・ミラージュ
- 英語名：-
- 分類：通常罠
- 効果（劇場版）：自分フィールド上に「スターダスト・ドラゴン」が表側表示で存在する場合に発動することができる。このターンに破壊され墓地に送られた自分のモンスターを可能な限り特殊召喚する。
- 効果（OCG）：このカード名のカードは1ターンに1枚しか発動できない。 (1)：自分フィールドにレベル8以上のドラゴン族Sモンスターが存在する場合に発動できる。このターンに戦闘または相手の効果で破壊され自分の墓地へ送られたモンスターを可能な限り特殊召喚する。

劇場版で登場した罠カード。自分フィールド上にスターダストが存在する場合に発動でき、このターン破壊され墓地へ送られた自分のモンスターを全て特殊召喚する効果を持つ。「20th ANNIVERSARY LEGEND COLLECTION」にて登場から9年の時を経てOCG化された。
アニメにおける「シューティング・スター・ドラゴン」の攻撃名が元ネタ。